# Methodische Spielreihe
Die Methodische Spielreihe (MSR)  ist in der Sportdidaktik eine Hintereinanderschaltung mehrerer Spiele, um die Komplexität des Spiels zu reduzieren. Mögliche Parameter können dabei die Spielerzahl, die Feldgröße und das Material sein.
Vorteile dieser Trainingsform sind, dass von Anfang an gespielt wird und dass die Spieler nicht überfordert werden, weil der Schwierigkeitsgrad an ihre Fähigkeiten angepasst wird. Außerdem tritt die Konfrontation mit dem Spielgegner in den Vordergrund, wodurch die Motivation gesteigert werden kann.

## Typen
Methodische Spielreihen werden in drei verschiedene Typen eingeteilt:
- die Technik-Taktik-Methode
- die Konfrontationsmethode
- die spielgemäße Methode

Bei der Technik-Taktik-Methode wird der Gegner schrittweise in die Übungen einbezogen. Dadurch liegt die Konzentration zuerst mehr auf der korrekten Technik. Erst wenn die technischen Grundfertigkeiten entwickelt sind, wird schrittweise zum Spiel mit einem Gegner übergegangen.
Bei der Konfrontationsmethode wird dagegen von Anfang an gespielt. In der reinen Konfrontation sind die offiziellen Spielregeln gültig, während bei der aufbereiteten Konfrontationsmethode die Spielregeln am Anfang vereinfacht werden. Bei der indirekten Konfrontationsmethode wird im Training von kleinen Spielen zu komplexeren Spielen übergegangen.
Die spielgemäße Methode ist eine Kombination von methodischen Spielreihen und methodischen Übungsreihen. Sie ähnelt der indirekten Konfrontationsmethode und erweitert sie um zusätzliche Übungsreihen für einzelne Fertigkeiten.